# Karin Wegsjö
Karin Wegsjö, född 28 september 1968 i Göteborg, är en svensk regissör och konstnär.
Wegsjö utbildade sig på Dramatiska Institutets scenografiutbildning 1994-1997 och regidebuterade 1998 med kortfilmen Bukarests diskreta charm, vilken nominerades till en Guldbagge 1999. År 2001 vann hon samma pris för Del av den värld som är din.

## Filmografi
Regi
- 1998 – Bukarests diskreta charm
- 1999 – My Cherie Amour - söndag
- 2000 – Del av den värld som är din
- 2006 – Ledas längtan
- 2013 – Aldrig släppa taget
- 2013 – Lycka, en femårsplan

Manus
- 1998 – Bukarests diskreta charm
- 1999 – My Cherie Amour - söndag
- 2000 – Del av den värld som är din
- 2006 – Ledas längtan
- 2013 – Aldrig släppa taget
- 2013 – Lycka, en femårsplan

Producent
- 2013 – Lycka, en femårsplan

Scenograf
- 2000 – Djävulens polska
- 2002 – Möte med ondskan (även kläder och maskör)